# مقاطعة شيريدان (وايومنغ)
مقاطعة شيريدان (بالإنجليزية: Sheridan County)‏ هي إحدى مقاطعات ولاية وايومنغ في الولايات المتحدة الأمريكية.